# Bijela (Jablanica, BiH)
Bijela je naseljeno mjesto u općini Jablanica, Federacija Bosne i Hercegovine, BiH.

## Stanovništvo

### 1991.
Nacionalni sastav stanovništva 1991. godine, bio je sljedeći:
ukupno: 143
- Muslimani - 142 (99,30%)
- ostali, neopredijeljeni i nepoznato - 1 (0,70%)

### 2013.
Nacionalni sastav stanovništva 2013. godine, bio je sljedeći:
ukupno: 111
- Bošnjaci - 104 (93,69%)
- ostali, neopredijeljeni i nepoznato - 7 (6,31%)

## Vanjske poveznice
- Satelitska snimka  Arhivirana inačica izvorne stranice od 14. veljače 2021. (Wayback Machine)